# Hruseatîci, Jîdaciv
Hruseatîci (în ucraineană Грусятичі) este localitatea de reședință a comunei Hruseatîci din raionul Jîdaciv, regiunea Liov, Ucraina.

## Demografie
Componența lingvistică a localității Hruseatîci
     Ucraineană (100%)
Conform recensământului din 2001, toată populația localității Hruseatîci era vorbitoare de ucraineană (100%).